# Presladol
Presladol este o localitate din comuna Krško, Slovenia, cu o populație de 181 de locuitori.